# Elio Nicón
Elio Nicón  (m. c. 149) fue un rico arquitecto y constructor de la Antigua Roma. Nicón es conocido sobre todo por ser el padre del anatomista y filósofo Galeno.

## Biografía
Elio Nicón, cuyo nombre indica la concesión de la ciudadanía por el emperador Adriano, nació en Pérgamo. Fue matemático, arquitecto, astrónomo, filósofo y devoto de la literatura griega. Supervisó estrechamente la educación de Galeno con la intención de que su hijo estudiase filosofía o política. Sin embargo, según Galeno, Nicón recibió durante el sueño una visita de Asclepio, el dios griego de la curación, diciéndole que permitiese a su hijo estudiar medicina. Galeno pronto comenzó sus estudios en el principal santuario de Asclepio de Pérgamo.
En su libro Sobre las pasiones y los errores del alma Galeno describió a su padre como «el menos irascible, el más justo, el más dedicado de los padres». El respeto de Nicón por los deseos de Galeno contrasta vivamente con la vehemencia que describe en su madre. 
Nicón murió en 148 o 149.